# Kepler (krater)
För andra betydelser, se Kepler.
Kepler är en nedslagskrater på planeten Mars namngiven efter Johannes Kepler.
Kratern har en diameter på ungefär 228 km.